# Майкл Тінслі
Майкл Тінслі  (англ. Michael Tinsley, 21 квітня 1984) — американський легкоатлет, олімпійський медаліст.

## Раннє життя
Тінслі, уродженець Літл-Рока, штат Арканзас, народився 21 квітня 1984 року. Він відвідував середню школу Джо Т. Робінсона в Літл-Рок та Державний університет Джексона.

## Кар'єра
Тінслі встановив особистий рекорд у бігу на 400 метрів з бар'єрами у 2007 році, показавши час 48,02 секунди. Він посів третє місце на Чемпіонаті США з легкої атлетики на відкритому повітрі 2010 року з часом 48,46 секунди. Він виграв забіг на 400 метрів з бар'єрами на Олімпійських відбіркових змаганнях 2012 року з часом 48,33 секунди і завоював місце в олімпійській збірній США.
Тінслі виграв свій перший забіг на 400-метрівці з бар'єрами на Олімпіаді з результатом 49,13 секунди. Потім він виграв свій півфінал з найкращим часом у сезоні — 48,13 секунди. 6 серпня 2012 року Тінслі виграв срібло на Олімпійських іграх 2012 року в Лондоні в бігу на 400 метрів з бар'єрами з новим особистим рекордом — 47,91 секунди. У 2013 році Тінслі доповнив свою срібну медаль на Олімпіаді в Лондоні срібною медаллю на Чемпіонаті світу 2013 року в Москві.

## Виступи на Олімпіадах
| Олімпіада   | Дисципліна                    | Місце |
| ----------- | ----------------------------- | ----- |
| Лондон 2012 | біг на 400 метрів з бар'єрами | 2     |